# Fresne-le-Plan
Fresne-le-Plan é uma comuna francesa na região administrativa da Normandia, no departamento de Sena Marítimo. Estende-se por uma área de 6,89 km². Em 2010 a comuna tinha 600 habitantes (densidade: 87,1 hab./km²).